# Simone Farina
Simone Farina (Roma, 18 aprile 1982) è un dirigente sportivo ed ex calciatore italiano, di ruolo difensore.
Nel 2011 ha avuto un ruolo di primo piano nel portare alla luce il secondo filone del cosiddetto "scandalo del calcioscommesse".

## Biografia
È sposato con una donna di nome Scilla, dalla quale ha avuto tre figli.

## Carriera

### Calciatore
Cresce calcisticamente nel settore giovanile della Roma, e nella stagione 2000/2001 viene inserito nella rosa della prima squadra. Vincerà lo scudetto del 2001 senza mai scendere in campo.
A luglio 2001 viene girato in prestito al Catania, ma anche con i rossoazzurri fatica a trovare spazio, e disputa soltanto due partite nel campionato di Serie C1 e tre in Coppa Italia.
Nel decennio successivo gioca in più squadre di terza e quarta divisione come Cittadella, Gualdo, Celano e Gubbio. Le stagioni migliori, nelle quali giocherà sempre da titolare, sono proprio quelle al Gubbio club con il quale, al termine della stagione 2010-2011 vincerà il campionato di Serie C1. Riconfermato, il 27 agosto 2011 farà il suo esordio in Serie B, nella sconfitta degli umbri sul campo del Grosseto. Concluderà la sua esperienza in cadetteria con quindici presenze in campionato e due in Coppa Italia. Il 21 agosto 2012 risolverà consensualmente il proprio contratto e annuncia il ritiro dal calcio giocato.

### Dirigente
Il 17 ottobre 2012 viene ingaggiato dagli inglesi dell'Aston Villa, con il compito di insegnare le regole di lealtà ai ragazzi del settore giovanile; rimane nell'organigramma dei Villains fino al 25 aprile 2018.
Il 9 luglio 2015 viene inserito, con un ruolo operativo, nel comitato di Lega Serie B dal presidente Andrea Abodi.
Tra il 10 ottobre 2019 e il 30 novembre 2020 è il responsabile del settore giovanile del Leeds United.
Nel 2021 è direttore generale di First  agenzia di procuratori svizzeri, contemporaneamente ha aperto un Academy in Inghilterra e una scuola calcio a Roma.
Nel 2022 è collaboratore tecnico della Triestina
Dal 2023 è direttore generale del Siena

## Giustizia
Il 21 dicembre 2011 riveló di aver rifiutato cinquantamila euro da parte dell'ex compagno Alessandro Zamperini, che non sentiva da quasi dieci anni, per falsare una partita tra Gubbio e Cesena valida per i sedicesimi di finale di Coppa Italia; grazie alla sua testimonianza, permise alle autorità competenti di portare alla luce il secondo filone del cosiddetto "scandalo del calcioscommesse".
Il 28 maggio 2012 il commissario tecnico della nazionale italiana, Cesare Prandelli, decide di invitarlo al raduno degli azzurri in vista del campionato europeo in Polonia, precisando comunque che non si trattasse di una vera e propria convocazione; per gli stessi motivi, viene premiato durante la cerimonia del Pallone d'oro FIFA con la consegna di un gagliardetto speciale.
Il 26 gennaio 2012 viene premiato dal presidente della Lega Serie B, Andrea Abodi, con il titolo di "Cartellino Viola".
Il 6 febbraio 2012 viene invitato a leggere il giuramento della costituzione italiana durante la cerimonia di apertura del Torneo di Viareggio.

## Statistiche
| Stagione          | Squadra           | Campionato        | Campionato | Campionato | Coppe nazionali | Coppe nazionali | Coppe nazionali | Coppe continentali | Coppe continentali | Coppe continentali | Altre coppe | Altre coppe | Altre coppe | Totale | Totale |
| Stagione          | Squadra           | Comp              | Pres       | Reti       | Comp            | Pres            | Reti            | Comp               | Pres               | Reti               | Comp        | Pres        | Reti        | Pres   | Reti   |
| ----------------- | ----------------- | ----------------- | ---------- | ---------- | --------------- | --------------- | --------------- | ------------------ | ------------------ | ------------------ | ----------- | ----------- | ----------- | ------ | ------ |
| 2000-2001         | Roma              | A                 | 0          | 0          | CI              | 0               | 0               | CU                 | 0                  | 0                  | -           | -           | -           | 0      | 0      |
| 2001-2002         | Catania           | C1                | 2          | 0          | CI              | 3               | 0               | -                  | -                  | -                  | -           | -           | -           | 5      | 0      |
| 2002-2003         | Cittadella        | C1                | 9          | 1          | CI              | 0               | 0               | -                  | -                  | -                  | -           | -           | -           | 9      | 1      |
| 2003-2004         | Cittadella        | C1                | 9          | 0          | CI              | 0               | 0               | -                  | -                  | -                  | -           | -           | -           | 9      | 0      |
| Totale Cittadella | Totale Cittadella | Totale Cittadella | 18         | 1          |                 | 0               | 0               |                    | 0                  | 0                  |             | 0           | 0           | 18     | 1      |
| 2004-2005         | Gualdo            | C2                | 31         | 0          | CI              | 0               | 0               | -                  | -                  | -                  | PO          | 2           | 0           | 33     | 0      |
| 2005-2006         | Gualdo            | C2                | 23         | 0          | CI              | 0               | 0               | -                  | -                  | -                  | -           | -           | -           | 23     | 0      |
| Totale Gualdo     | Totale Gualdo     | Totale Gualdo     | 55         | 0          |                 | 0               | 0               |                    | 0                  | 0                  |             | 2           | 0           | 57     | 0      |
| 2006-2007         | Celano            | C2                | 28         | 1          | CI              | 0               | 0               | -                  | -                  | -                  | PO          | 1           | 0           | 29     | 1      |
| 2007-2008         | Gubbio            | C2                | 9          | 0          | CI              | 0               | 0               | -                  | -                  | -                  | -           | -           | -           | 9      | 0      |
| 2008-2009         | Gubbio            | C2                | 27         | 1          | CI              | 0               | 0               | -                  | -                  | -                  | -           | -           | -           | 27     | 1      |
| 2009-2010         | Gubbio            | C2                | 23         | 1          | CI              | 0               | 0               | -                  | -                  | -                  | -           | -           | -           | 23     | 1      |
| 2010-2011         | Gubbio            | C1                | 24         | 0          | CI              | 0               | 0               | -                  | -                  | -                  | -           | -           | -           | 24     | 0      |
| 2011-2012         | Gubbio            | B                 | 15         | 0          | CI              | 2               | 0               | -                  | -                  | -                  | -           | -           | -           | 17     | 0      |
| Totale Gubbio     | Totale Gubbio     | Totale Gubbio     | 105        | 2          |                 | 2               | 0               |                    | 0                  | 0                  |             | 0           | 0           | 107    | 2      |
| Totale carriera   | Totale carriera   | Totale carriera   | 200        | 4          |                 | 5               | 0               |                    | 0                  | 0                  |             | 3           | 0           | 208    | 4      |

## Palmarès
- Serie A: 1

Roma: 2000-2001
- Serie C1: 1

Gubbio: 2010-2011